# Ludwig Pekarna
Ludwig Pekarna (oft als Pekarna II geführt; * 28. Februar 1896 in Wien-Nußdorf; † 30. Juli 1920 in Solingen) war ein österreichischer Fußball-Torwart. Der jüngere Bruder des österreichischen Nationaltorhüters Karl Pekarna spielte 1919/20 in der höchsten österreichischen Spielklasse.

## Karriere
1913 wechselte Ludwig Pekarna vom Nußdorfer AC zur Vienna; nachdem deren Torhüter Steinbrecher zur k.u.k. Armee einrückte, wurde Pekarna Viennas Stammtorhüter. Dann nahm Pekarna selber am Ersten Weltkrieg teil und spielte danach zunächst für den SK Slovan, ab 1918 wieder für die Vienna, die mit ihm den Wiederaufstieg in die höchste österreichische Spielklasse erreichte. Er galt als einer der besten österreichischen Torhüter seiner Zeit.
Am 28. Juli 1920 bestritt der First Vienna FC ein Freundschaftsspiel beim Ohligser FC 06 in Merscheid in Deutschland. In der zweiten Halbzeit verletzte sich Pekarna schwer, als er nach einem Eckball von einem gegnerischen Stürmer unterlaufen wurde und auf den Rücken fiel. Er wurde nach Solingen ins Krankenhaus gebracht, wo sich herausstellte, dass er die Wirbelsäule gebrochen hatte. Zwei Tage später starb er im Alter von nur 24 Jahren. Aufgrund finanzieller Engpässe wurde er auf dem katholischen Friedhof in Ohligs beerdigt.

## Gedenken
Als 1972 Vienna wieder in Solingen spielte, legte eine Delegation einen Kranz auf dem vermeintlichen Grab von Pekarna nieder, allerdings auf einem anderen Friedhof. Fußballfreunde aus Solingen und Wien machten später das Grab ausfindig und spendeten im Juli 2020 einen neuen Grabstein, der das Abzeichen von Vienna trägt. Die katholische Kirchengemeinde St. Sebastian übernahm die Kosten für das Grab.